# Heinrich Bramesfeld (Marineoffizier)
Heinrich Eduard Bramesfeld (* 24. Juni 1899 in Gemen; † 14. Januar 1992 in München) war ein deutscher Marineoffizier, zuletzt Kapitän zur See der Kriegsmarine im Zweiten Weltkrieg.

## Leben
Bramesfeld war Sohn eines Pfarrers. Ab dem 1. April 1917 diente er bei der Kaiserlichen Marine auf verschiedenen Schlachtschiffen und wurde nach dem Ersten Weltkrieg in Wach- und Kommandanten-Dienststellungen auf Torpedo- und Minensuchbooten eingesetzt. Danach bekleidete er verschiedene Dienststellungen als Admiralstabs-Offizier. Am 4. Oktober 1937 wurde er in das Oberkommando der Kriegsmarine versetzt und übernahm während des Zweiten Weltkriegs am 6. August 1940 die Funktion des Chefs der 36. Minensuchflottille. Ab dem 17. Februar 1941 wurde er als Führer der 1. Sicherungs-Division bzw. ab dem 10. Oktober 1941 der 2. Sicherungs-Division eingesetzt und dabei am 28. Oktober 1942 verwundet.
Seine Sicherungseinheiten hatten über 645.000 BRT geleitet, 34 Artillerie- und Schnellboote vernichtet, 39 Flugzeuge abgeschossen und über 600 Minen geräumt, wofür er am 21. Januar 1943 als Kapitän zur See das Ritterkreuz des Eisernen Kreuzes erhielt. Die Division war für den Seeraum von der Scheldemündung bis Saint-Malo zuständig, ihr Hauptquartier lag in der Nähe von Boulogne-sur-Mer im Chateau de Souverain-Moulin.
Er wurde am 5. Februar 1943 zum Chef des Stabes bei der Sperrwaffen-Inspektion ernannt und übernahm am 27. März 1943 den Posten des Führers der 7. Sicherungs-Division. Vom 18. Mai 1943 bis zum 26. März 1944 war er Chef des Stabes beim Deutschen Marinekommando in Italien und übernahm am 15. Mai 1944 das Kommando über das Sperrversuchskommando.
Bramesfeld kam am 23. Mai 1945 in britische Kriegsgefangenschaft, aus der er am 11. März 1946 entlassen wurde. Er starb am 14. Januar 1992 in München.

## Auszeichnungen
- Eisernes Kreuz II. Klasse am 28. Oktober 1940
- Eisernes Kreuz I. Klasse am 20. April 1941
- Deutsches Kreuz in Gold am 12. Februar 1942[1]
- Ritterkreuz des Eisernen Kreuzes am 21. Januar 1943[1]